# بابابهرام
بابابهرام، روستایی از توابع بخش مرکزی شهرستان پلدختر در استان لرستان ایران است. روستای بابابهرام در ۳۵کیلومتری شهر پلدختر و در میان جنگل‌های بلوط رشته کوه زاگرس قرار دارد.

## جمعیت
این روستا در دهستان ملاوئ قرار دارد و براساس سرشماری مرکز آمار ایران در سال ۱۳۹۵، جمعیت آن ۹۴ نفر شامل ۴۳ نفر زن و ۵۱ نفر مرد (۲۶ خانوار) بوده‌است.
اعضای این روستا همگی از طایفه شهسواروند شغل مردم روستا کشاورزی و دامپروری است.